# Idioma gagaúzo
El idioma gagaúzo o gagaúz (Gagauz dili) es una lengua túrquica hablada por los gagaúzos. Es uno de los idiomas oficiales de Gagaúzia, entidad autónoma de Moldavia. Es hablado por aproximadamente 150 000 personas. Originalmente, se escribía usando el alfabeto griego; en 1957 se introdujo la escritura en alfabeto cirílico y hoy se usa el alfabeto latino, siguiendo el modelo del turco.

## Fonología

### Consonantes
|             |          |          | Labial | Alveolar | Postalveolar | Palatal | Velar | Glotal |
| ----------- | -------- | -------- | ------ | -------- | ------------ | ------- | ----- | ------ |
| Nasal       | Nasal    | Nasal    | m /m/  | n /n/    |              |         |       |        |
| Oclusiva    | sorda    | sorda    | p /p/  | t /t/    |              |         | k /k/ |        |
| Oclusiva    | sonora   | sonora   | b /b/  | d /d/    |              |         | g /g/ |        |
| Africada    | Africada | sorda    |        | ţ /t͡s/   | ç /t͡ʃ/       |         |       |        |
| Africada    | Africada | sonora   |        |          | c /d͡ʒ/       |         |       |        |
| Fricativa   | sorda    | sorda    | f /f/  | s /s/    | ş /ʃ/        |         |       | h /h/  |
| Fricativa   | sonora   | sonora   | v /v/  | z /z/    | j /ʒ/        |         |       |        |
| Vibrante    | Vibrante | Vibrante |        | r /ɾ~r/  |              |         |       |        |
| Aproximante | lateral  | lateral  |        | l /l/    |              |         |       |        |
| Aproximante | central  | central  |        |          |              | y /j/   |       |        |

### Vocales
|         | Anterior | Anterior | Central | Posterior | Posterior |
| ------- | -------- | -------- | ------- | --------- | --------- |
| Cerrada | i /i/    | ü /y/    |         | ı /ɯ/     | u /u/     |
| Media   | e /e/    | ö /ø/    | ê /ə/   | o /o/     | o /o/     |
| Abierta | ä /æ/    | ä /æ/    |         | a /ɑ/     | a /ɑ/     |

## Alfabeto
El primer alfabeto para usarse en el idioma fue el griego, instaurado en el siglo XIX. Por ejemplo, el orientalista Otto Blau afirma que las obras de Euripides se habían traducido al gagaúzo y se habían escrito con letras griegas.
En 1957 se adoptó el alfabeto cirílico, que se usó hasta el colapso de la Unión Soviética en 1991. Actualmente el gagaúzo usa el alfabeto latino, siguiendo el modelo del alfabeto turco moderno, con la adición de tres letras: {{ä}} para representar el sonido de {{æ}} (como {{ə}} en azerí), ê para representar el sonido de {{ə}} (schwa), que no existe en el turco, y {{ț}} para representar el sonido de {{ts}} como en rumano. Por otro lado, el gagaúzo carece de la letra turca {{ğ}}, que se había convertido en silencio en el idioma gagaúzo.

## Véase también

Bandera de Gagaúzia

### Alfabeto latino
| A a | Ä ä     | B b    | C c   | Ç ç    | D d | E e     | Ê ê    |
| [ɑ] | [æ~ɛ]   | [b]    | [dʒ]  | [tʃ]   | [d] | [e]     | [ə]    |
| F f | G g     | H h    | I ı   | İ i    | J j | K k     | L l    |
| [f] | [g, gʲ] | [x, h] | [ɯ~ɨ] | [i]    | [ʒ] | [k, kʲ] | [l, ʎ] |
| M m | N n     | O o    | Ö ö   | P p    | R r | S s     | Ş ş    |
| [m] | [n, ɲ]  | [o]    | [ø]   | [p]    | [r] | [s]     | [ʃ]    |
| T t | Ţ ţ     | U u    | Ü ü   | V v    | Y y | Z z     |        |
| [t] | [ts]    | [u]    | [y]   | [w, v] | [j] | [z]     |        |

### Alfabeto cirílico(histórico)
| А а | Ә ә | Б б | В в | Г г | Д д | Е е | Ё ё |
| Ж ж | Ӂ ӂ | З з | И и | Й й | К к | Л л | М м |
| Н н | О о | Ӧ ӧ | П п | Р р | С с | Т т | У у |
| Ӱ ӱ | Ф ф | Х х | Ц ц | Ч ч | Ш ш | Щ щ | ъ   |
| Ы ы | ь   | Э э | Ю ю | Я я |     |     |     |